# سنجق شريف
سنجق شريف (التركية العثمانية: سنجاق شريف، ت.ح. 'الراية العظيمة') هي الراية الأصلية المنسوبة للنبي محمد. وهي محفوظة مع آثار أخرى للنبي محمد في خزانة قصر طوب قابي في إسطنبول.
وفقًا للتأريخ، استُخدم العلم في الحروب الإسلامية الأولى؛ ثم انتقل إلى أيدي الأمويين والعباسيين؛ وأخيرًا، مع غزو سليم الأول لمصر في عام 1517 م، سقط في أيدي العثمانيين. حمل العثمانيون العلم إلى المعركة، بدءًا من حملتهم المجرية حوالي عام 1521 م.
وفقًا للمؤرخ العثماني سلحدار فينديكلي محمد آغا (ت. 1727)، كان العلم مصنوعًا من الصوف الأسود.
كان يُعتقد أنه إذا تعرضت الدولة العثمانية، أو الإسلام بشكل عام، لخطر شديد، فيجب على السلطان العثماني شخصيًا أن يحمل العلم إلى الميدان، وبعد ذلك يجب على كل مسلم قادر على حمل السلاح أن يتجمع تحت العلم.

## طالع أيضًا
- راية العقاب
- آثار النبي محمد